# 波爾德布拉夫 (伊利諾伊州)
波爾德布拉夫（英語：Bald Bluff）是位於美國伊利諾伊州亨德森縣的一個非建制地區。該地的面積和人口皆未知。

## 地理
波爾德布拉夫的座標為41°01′07″N 90°51′14″W / 41.01861°N 90.85389°W，而該地的平均海拔高度為193米（即633英尺）。